# Idioma fula

Estados fulani hacia 1830.

El idioma fula (también llamado peul, fulani, pulaar, fulbe, fulfulde)  es una lengua del África Occidental, hablado por la etnia fulani, que abarca desde Senegal hasta Camerún y Sudán. Hacia 2007, se calcula que había unos 24 millones de personas que lo hablan (como primera y segunda lengua) y tiene un estatus de lengua oficial en Mauritania, Senegal, Malí, Guinea, Burkina Faso, Níger, Nigeria, Gambia y Camerún. El número de hablantes nativos estaría alrededor de 3 millones de hablantes.

## Aspectos históricos, sociales y culturales

### Historia
El fulani fue la lengua principal de las élites de diversos reinos africanos, que expandieron el uso de esta lengua, entre ellos: el imperio tuculor, el califato de Sokoto y el Imperio de Masina.

## Descripción lingüística
Esta es una lengua sin artículo ni género.

### Fonología
El inventario de consonantes del fula es el siguiente:
|             | Labial | Alveolar | Palatal | Velar | Glotal |
| ----------- | ------ | -------- | ------- | ----- | ------ |
| oclusiva    | p, b   | t, d     |         | k, g  | ʔ      |
| implosiva   | ɓ      | ɗ        | ʄ       |       |        |
| fricativa   | f      | s        | ʝ       | x     |        |
| nasal       | m      | n        | ɲ       | ŋ     |        |
| aproximante |        | r, l     | y       | w     |        |

En algunos dialectos del fula no existe la serie de implosivas. Por lo demás el inventario anterior es muy similar al del wólof, con la salvedad de que en esa otra lengua atlántica no existe ni serie de implosivas ni la oclusiva glotal.